# Condado de Buenavista de la Victoria

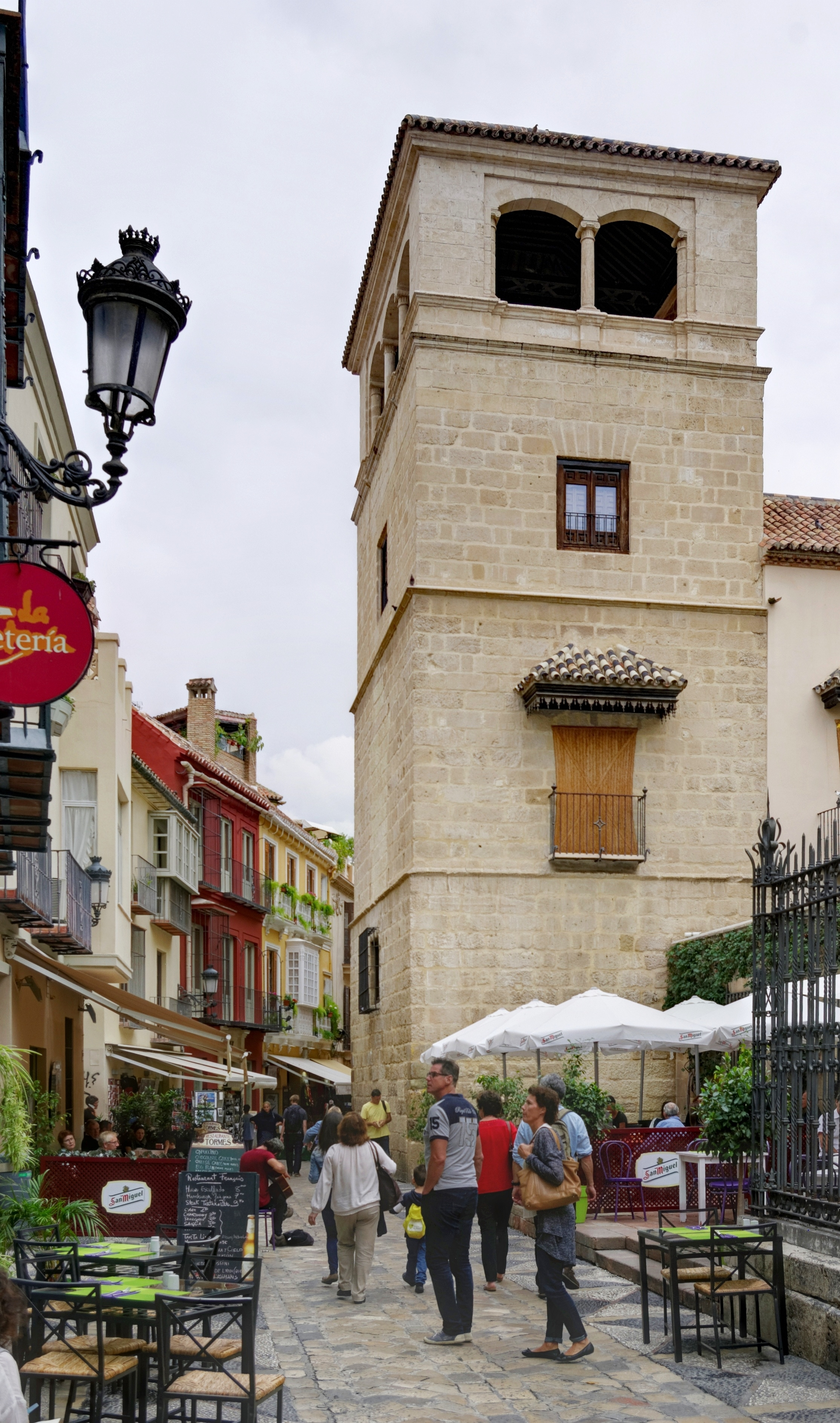
Palacio de los Condes de Buenavista, en Málaga.

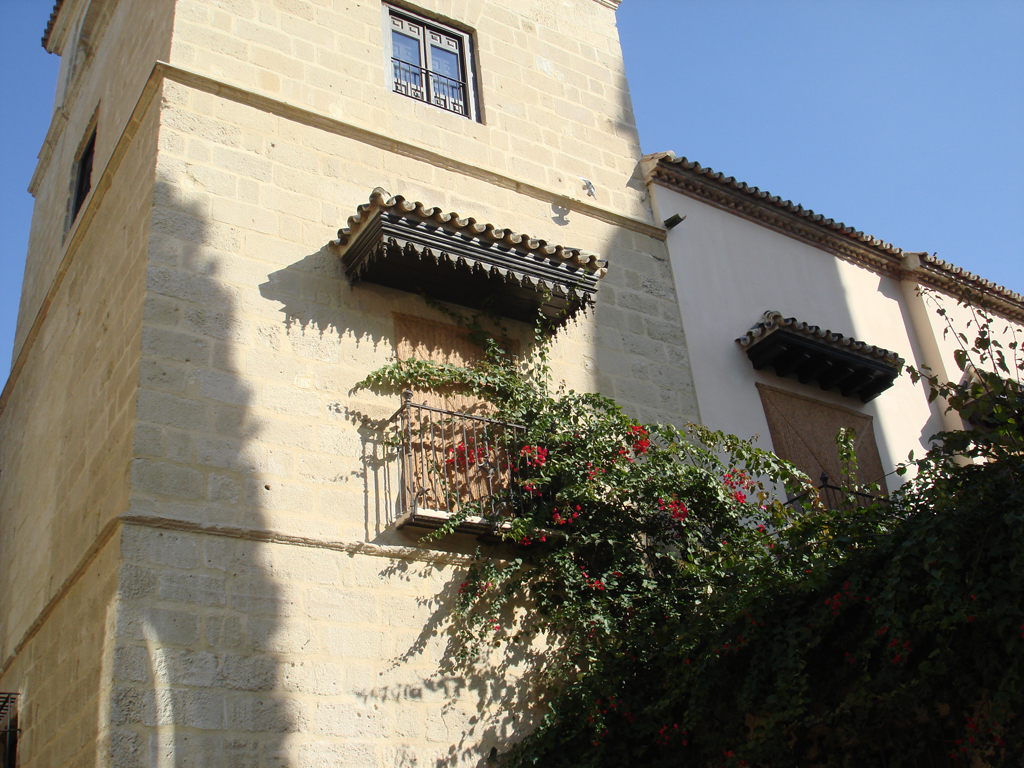
Detalle del Palacio de Buenavista (Málaga), hoy Museo Picasso.

El Condado de Buenavista de la Victoria es un título nobiliario español creado el 30 de septiembre de 1691 por el rey Carlos II a favor de Juan Francisco Guerrero y Chavarino, regidor de Antequera. (Málaga).
Estos Condes siempre estuvieron muy vinculados a la ciudad de Málaga en donde residieron en el llamado Palacio de Buenavista, actualmente Museo Picasso de esta ciudad.
Anteriormente, los Condes de Buenavista, habían residido en el hoy llamado Palacio de Villalcázar, también en Málaga, que fue la primera residencia mandada construir por el primer conde de Buenavista. Toma su nombre del tercer conde de Buenavista, José María Echevarri y Chacón, que sucedió a su tío, el segundo conde, al no tener éste descendientes. Este tercer conde era así mismo VIII conde de Villalcázar de Sirga.
Su actual denominación data de 1915, fecha en la que fue rehabilitado por Josefa de Guillamas y Caro, que se convirtió en la séptima condesa.

## Condes de Buenavista de la Victoria
|                                 | Titular                                             | Periodo                |
| Creación por Carlos II          | Creación por Carlos II                              | Creación por Carlos II |
| ------------------------------- | --------------------------------------------------- | ---------------------- |
| I                               | José Francisco Guerrero y Chavarino                 | 1691-1699              |
| II                              | Antonio Tomás Guerrero Coronado                     | 1699-1745              |
| III                             | José María Echeverri y Chacón                       | 1745- ?                |
| IV                              | Isabel Joaquina Echeverri Chacón y Pérez del Pulgar | ? -1831                |
| V                               | Juana Piñeyro y Echeverri                           | 1831- ?                |
| VI                              | José María de Guillamas y Piñeyro                   |                        |
| Rehabilitación por Alfonso XIII |                                                     |                        |
| VII                             | María Josefa de Guillamas y Caro                    | 1915-1895              |
| VIII                            | Josefa Cabeza de Vaca y Guillamas                   | 1957-2011              |
| IX                              | Álvaro Cabeza de Vaca y Torroja                     | 2013-actual titular    |

## Historia de los Condes de Buenavista de la Victoria
- Juan Francisco Guerrero y Chavarino (1660-1699), I conde de Buenavista de la Victoria, (en su momento y hasta 1915 conde de Buenavista).

Casó con Antonia Coronado y Zapata. Le sucedió su hijo:
- Antonio Tomás Guerrero Coronado (1678-1745), II conde de Buenavista de la Victoria.

1. Casó con María Teresa Cadorniga Pimentel Estrada marquesa de Robledo de Chavela.
2. Casó con Beatriz de Cárdenas Aguilar y Marmolejo. Sin descendientes. Le sucedió su sobrino:

- José María Echeverri y Chacón, III conde de Buenavista de la Victoria, VIII conde de Villalcázar de Sirga.

1. Casó con Josefa Joaquina Pérez del Pulgar y Baró. Le sucedió su hija:

- Isabel Joaquina Echeverri Chacón y Pérez del Pulgar (fallecida en 1831), IV condesa de Buenavista de la Victoria, IX condesa de Villalcázar de Sirga.

1. Casó con Buenaventura Piñeyro y Manuel de Villena, conde de Canillas, marqués de Bendaña. Le sucedió su hija:

- Juana Piñeyro y Echeverri, V condesa de Buenavista de la Victoria, X condesa de Villalcázar de Sirga, VI condesa de Mollina, condesa de Torrubia, marquesa de Villamayor de las Nieves,

1. Casó con Fernando de Guillamas y Castallón conde de Alcolea de Torote, IX marqués de San Felices. Le sucedió su hijo:

- José María de Guillamas y Piñeyro (1856-1895), VI conde de Buenavista de la Victoria, XI conde de Villalcázar de Sirga, VII conde de Mollina, X marqués de San Felices.

1. Casó con María del Pilar Caro y Szechenyi. Le sucedió, por rehabilitación, su hija:

Rehabilitado en 1915, con la actual denominación, por:
- María Josefa de Guillamas y Caro (nacida en 1891), VII condesa de Buenavista de la Victoria.

1. Casó con Mariano Cabeza de Vaca y Santos-Suárez, VIII conde de Catres. Le sucedió, en 1957, su hija:

- Josefa Cabeza de Vaca y Guillamas (1921-2011), VIII condesa de Buenavista de la Victoria.

1. Casó con Miguel Aguilar y Harrison. Sin descendientes. Le sucede su sobrino:

- Álvaro Cabeza de Vaca y Torroja (nacido en 1958), IX conde de Buenavista de la Victoria.